# Wilson (Wyoming)
Wilson és una concentració de població designada pel cens dels Estats Units a l'estat de Wyoming. Segons el cens del 2000 tenia 1.294 habitants.

## Demografia
Segons el cens del 2000, Wilson tenia 1.294 habitants, 563 habitatges, i 305 famílies. La densitat de població era de 21,6 habitants/km².
Dels 563 habitatges en un 25,2% hi vivien nens de menys de 18 anys, en un 47,6% hi vivien parelles casades, en un 3,7% dones solteres, i en un 45,8% no eren unitats familiars. En el 28,6% dels habitatges hi vivien persones soles el 2,7% de les quals corresponia a persones de 65 anys o més que vivien soles. El nombre mitjà de persones vivint en cada habitatge era de 2,27 i el nombre mitjà de persones que vivien en cada família era de 2,86.
Per edats la població es repartia de la següent manera: un 20,9% tenia menys de 18 anys, un 4,3% entre 18 i 24, un 39,1% entre 25 i 44, un 28,3% de 45 a 60 i un 7,4% 65 anys o més.
L'edat mediana era de 37 anys. Per cada 100 dones de 18 o més anys hi havia 120 homes.
La renda mediana per habitatge era de 69.327 $ i la renda mediana per família de 93.354 $. Els homes tenien una renda mediana de 30.455 $ mentre que les dones 61.635 $. La renda per capita de la població era de 65.489 $. Cap de les famílies i el 6,4% de la població estaven per davall del llindar de pobresa.

## Poblacions més properes
El següent diagrama mostra les poblacions més properes.